# Kingston (Utah)
Kingston és una població dels Estats Units a l'estat de Utah. Segons el cens del 2000 tenia 142 habitants.

## Demografia
Segons el cens del 2000, Kingston tenia 142 habitants, 47 habitatges, i 38 famílies. La densitat de població era de 10,3 habitants per km².
Dels 47 habitatges en un 31,9% hi vivien nens de menys de 18 anys, en un 80,9% hi vivien parelles casades, en un 0% dones solteres, i en un 19,1% no eren unitats familiars. En el 19,1% dels habitatges hi vivien persones soles el 2,1% de les quals corresponia a persones de 65 anys o més que vivien soles. El nombre mitjà de persones vivint en cada habitatge era de 3,02 i el nombre mitjà de persones que vivien en cada família era de 3,5.
Per edats la població es repartia de la següent manera: un 29,6% tenia menys de 18 anys, un 6,3% entre 18 i 24, un 22,5% entre 25 i 44, un 26,1% de 45 a 60 i un 15,5% 65 anys o més.
L'edat mediana era de 35 anys. Per cada 100 dones de 18 o més anys hi havia 112,8 homes.
La renda mediana per habitatge era de 23.750 $ i la renda mediana per família de 27.083 $. Els homes tenien una renda mediana de 16.667 $ mentre que les dones 16.750 $. La renda per capita de la població era de 12.492 $. Entorn del 22% de les famílies i el 32,8% de la població estaven per davall del llindar de pobresa.

## Poblacions més properes
El següent diagrama mostra les poblacions més properes.